# Lindera sanjappae
Lindera sanjappae är en lagerväxtart som beskrevs av Bhaumik, M.K.Pathak & Chakrab.. Lindera sanjappae ingår i släktet Lindera och familjen lagerväxter. Inga underarter finns listade i Catalogue of Life.